# Tanjung Kari
Tanjung Kari is een bestuurslaag in het regentschap Ogan Komering Ulu Selatan van de provincie Zuid-Sumatra, Indonesië. Tanjung Kari telt 1526 inwoners (volkstelling 2010).